# Hubert en Takako
Hubert en Takako is een Franse animatieserie gecreëerd door Hugo Gittard voor Xilam. Er zijn 78 afleveringen van zeven minuten en het ging in Frankrijk in première op 3 november 2013 op Canal+ Family. De serie wordt nu ook herhaald op Canal+, Canal J en Gulli.
In Vlaanderen komt de serie sinds 1 september 2014 op Ketnet. Op 26 mei 2016 kwam de laatste aflevering. De serie werd herhaald tot en met 22 december 2017.

## Verhaal
Eender welk varken kan goed overweg met vliegen. Maar voor Hubert, die niets liever wil dan een proper varken zijn, valt dat niet mee. Vooral sinds hij kennis maakte met Takako, een losbandige vlieg. Samen beleven ze de dolste avonturen en hoewel ze compleet tegenovergesteld zijn, zorgt hun vriendschap steeds voor een goed afloop.

## Vlaamse stemmen
De Nederlandse nasynchronisatie werd gemaakt in Vlaanderen.
- Hubert - Bob Selderslaghs
- Takako - Maaike Cafmeyer[3]
- Jennifer - Vicky Florus
- Bijrollen - Peter Van Gucht
- Bijrollen - Jan Van Hecke

## Lijst van afleveringen
| Nr. | Nederlandse titel                             | Franse titel                                 | Uitzenddatum (Ketnet) |
| --- | --------------------------------------------- | -------------------------------------------- | --------------------- |
| 1   | Genoeg van al die frisse lucht                | Ras le bol d'air                             | 1 september 2014      |
| 2   | Baby sister                                   | Tata Takako                                  | 2 september 2014      |
| 3   | Klaar voor reclame                            | Star de pub                                  | 3 september 2014      |
| 4   | Het onzichtbare varken                        | Le cochon invisible                          | 4 september 2014      |
| 5   | Het mysterie van de sleutel                   | Mystère à la clé                             | 5 september 2014      |
| 6   | Komkommer uit de ruimte                       | Concombre de l'espace                        | 8 september 2014      |
| 7   | Stem op Takako                                | Votez Takako                                 | 9 september 2014      |
| 8   | Het varken kiest                              | Question pour un cochon                      | 10 september 2014     |
| 9   | Pyjamafuif                                    | Soirée pyjama                                | 11 september 2014     |
| 10  | Varkenstranen                                 | Larmes de cochon                             | 12 september 2014     |
| 11  | Slaap je, Takako?                             | Takako, tu dors ?                            | 15 september 2014     |
| 12  | Kleine beestjes                               | Les petites bêtes ne mangent pas les grosses | 16 september 2014     |
| 13  | Blijf van mijn ravioli                        | Touche pas à mes raviolis                    | 17 september 2014     |
| 14  | Tortelduifjes (deel 1)                        | Oh les amoureux ! (partie 1)                 | 18 september 2014     |
| 15  | Tortelduifjes (deel 2)                        | Oh les amoureux ! (partie 2)                 | 19 september 2014     |
| 16  | Gebeten                                       | Hubert a les crocs                           | 22 september 2014     |
| 17  | Pizzawetenschappen                            | La science des pizzas                        | 23 september 2014     |
| 18  | Een speciale geheim agent                     | Un agent très spécial                        | 24 september 2014     |
| 19  | Thuis op avontuur                             | L'aventure en pantoufles                     | 25 september 2014     |
| 20  | De schoonmaakmaniak                           | Le fou du ménage                             | 26 september 2014     |
| 21  | Geluk tot elke prijs                          | Le bonheur à tout prix                       | 29 september 2014     |
| 22  | Kosmovarken en Astrovlieg                     | Cosmocochon et Astromouche                   | 30 september 2014     |
| 23  | De rebel van de familie                       | La rebelle de la famille                     | 1 oktober 2014        |
| 24  | Schattenjacht                                 | Chasse au trésor                             | 2 oktober 2014        |
| 25  | Rijles                                        | Conduite (mal) accompagnée                   | 3 oktober 2014        |
| 26  | Zo mooi als een fiets                         | Beau comme un vélo                           | 6 oktober 2014        |
| 27  | Waar is die gitaar?                           | Cache cache guitare                          | 7 oktober 2014        |
| 28  | Je durft niet                                 | Pas cap                                      | 8 oktober 2014        |
| 29  | De wedstrijd                                  | Jour de match                                | 9 oktober 2014        |
| 30  | Helder- of troebelziende?                     | Voyante extra (pas) lucide                   | 10 oktober 2014       |
| 31  | Een vlieg in de soep                          | Une mouche dans le potage                    | 13 oktober 2014       |
| 32  | Verrassing                                    | Surprise                                     | 14 oktober 2014       |
| 33  | Een heel speciale lift                        | Un ascenseur très particulier                | 15 oktober 2014       |
| 34  | 100% spieren                                  | 100% muscle                                  | 16 oktober 2014       |
| 35  | Red een soldaat                               | Il faut sauver le soldat Takako              | 17 oktober 2014       |
| 36  | Zoetwatervarken                               | Cochon d'eau douce                           | 20 oktober 2014       |
| 37  | Terug naar de natuur                          | Retour à la nature                           | 21 oktober 2014       |
| 38  | Het spookschilderij                           | Le tableau hanté                             | 22 oktober 2014       |
| 39  | Jennikaas                                     | Jennifromage                                 | 23 oktober 2014       |
| 40  | De buitenaardse kat                           | Le chaton venu d'ailleurs                    | 9 november 2015       |
| 41  | Helemaal kierewiet                            | Complètement gaga                            | 10 november 2015      |
| 42  | Een lange neus                                | Gros nez                                     | 11 november 2015      |
| 43  | Varkentjes verzamelen                         | Cochon de collection                         | 12 november 2015      |
| 44  | Dat kan beter                                 | Peut mieux faire                             | 28 december 2015      |
| 45  | Geest oplichter                               | Trait de génie                               | 29 december 2015      |
| 46  | Swingende oma                                 | Mamie pas gâteau                             | 30 december 2015      |
| 47  | Piraten in het gras                           | Les pirates du gazon                         | 31 december 2015      |
| 48  | Gestrand op de vijfde verdieping              | Naufragés du 5ème étage                      | 7 december 2015       |
| 49  | Rotweer                                       | Temps de cochon                              | 8 december 2015       |
| 50  | Varkensverhaaltjes                            | Écriture de cochon et pattes de mouche       | 9 december 2015       |
| 51  | De legende van koning Hubert                  | La légende du roi Hubert                     | 10 december 2015      |
| 52  | Voodoo                                        | Le vaudou, c'est pas chou                    | 14 december 2015      |
| 53  | Psycho-tango                                  | Psychotango                                  | 15 december 2015      |
| 54  | Acryliek                                      | Acrylique                                    | 16 december 2015      |
| 55  | De kers op de taart                           | C'est pas du gâteau                          | 17 december 2015      |
| 56  | Tatoeages en geronk                           | Tatouages et pétarades                       | 21 december 2015      |
| 57  | Helemaal niet bang                            | Même pas peur !                              | 25 december 2015      |
| 58  | Vlieg is beroemd                              | Mouche est célèbre                           | 19 december 2015      |
| 59  | Tombola                                       | La tombola                                   | 20 december 2015      |
| 60  | Gek op Olga (deel 1)                          | Gala d'Olga (partie 1)                       | 21 december 2015      |
| 61  | Gek op Olga (deel 2)                          | Gala d'Olga (partie 2)                       | 22 december 2015      |
| 62  | Hallo dokter?                                 | Allô docteur                                 | 23 december 2015      |
| 63  | Naar de maan                                  | Décrocher la lune                            | 24 december 2015      |
| 64  | Ingeblikt                                     | Mise en boîte                                | 25 december 2015      |
| 65  | Dat de beste mag winnen!                      | Que le meilleur gagne !                      | 26 december 2015      |
| 66  | Takako Pop                                    | Takako Pop                                   | 27 december 2015      |
| 67  | Pas op voor de beschermengel                  | Gare à l'ange gardien                        | 28 december 2015      |
| 68  | Dubbelganger                                  | Double cochon                                | 29 december 2015      |
| 69  | Pas op voor mijn gommetje                     | T'as pas vu la gomme ?                       | 30 december 2015      |
| 70  | Gestrand op de vijfde verdieping: het vervolg | Naufragés du 5ème étage (partie 2)           | 31 december 2015      |
| 71  | Ouderlijk geruzie                             | Désaccord parental                           | 1 januari 2016        |
| 72  | Op de tast                                    | À l'aveuglette                               | 25 mei 2016           |
| 73  | De laatste keer                               | La dernière fois                             | 26 mei 2016           |
| 74  | Een hele reeks fans                           | Fans de série                                | 11 april 2016         |
| 75  | Een schat van een robot                       | Un amour de robot                            | 12 april 2016         |
| 76  | Laat me lachen                                | Fais-moi rire                                | 13 april 2016         |
| 77  | Kleine Hubert                                 | Petit Hubert                                 | 14 april 2016         |
| 78  | Terug naar de toekomst                        | Retour vers le Hubert                        | 16 april 2016         |

## Internationale distributie
| Land                       | Taal                          | Zender                                |
| -------------------------- | ----------------------------- | ------------------------------------- |
| Australië en Nieuw-Zeeland | Engels                        | Disney XD                             |
| Brazilië                   | Braziliaans Portugees, Engels | Disney XD                             |
| België                     | Nederlands                    | Ketnet (VRT)                          |
| Estland                    | Ests                          | Kanal 2                               |
| Finland                    | Fins                          | MTV Juniori                           |
| Frankrijk                  | Frans                         | Canal+, Canal+ Family, Canal J, Gulli |
| Latijns-Amerika            | Spaans, Engels                | Disney XD                             |
| India                      | Engels, Hindi, Tamil          | Sonic-Nickelodeon en Amazon Prime     |
| Italië                     | Italiaans                     | K2, Frisbee                           |
| Japan                      | Japans                        | Disney Channel                        |
| Oekraïne                   | Oekraïens                     | ПлюсПлюс (PlusPlus)                   |
| Portugal                   | Portugees                     | Biggs                                 |
| Taiwan                     | Mandarijn Chinees             | EBC Yoyo                              |
| Internationaal             | Engels                        | ToonsTV (Rovio Entertainment)         |